# Luís Gonzaga de Miranda Freire
Dr. Luiz Gonzaga de Miranda Freire (Alagoa Grande, 26 de novembro de 1911 - João Pessoa, 18 de junho de 1994) foi um médico, poeta e político brasileiro.

## Biografia
Filho de Sindolfo Freire e da sua mulher D. Josefa de Miranda Henriques, sobrinha do 1º bispo e arcebispo da Paraíba,  D. Adauto Aurélio de Miranda Henriques. Era primo do Dr. Walfredo Guedes Pereira, antigo prefeito de João Pessoa.
Médico bem conceituado na capital paraibana, foi professor de cardiologia da Faculdade de Medicina da UFPB.
No campo político, foi secretário de Saúde da Paraíba (1958-1960), prefeito de João Pessoa (de 30/11/1959 a 30/11/1963) e deputado estadual à Assembléia Legislativa paraibana (1967-1971).
Publicou, em 1977, Livro de Sonetos: marcas que a vida deixou.